# Badarri
Badarri (Schreibvariante: Badari) ist eine Ortschaft im westafrikanischen Staat Gambia.
Nach einer Berechnung für das Jahr 2013 leben dort etwa 643 Einwohner, das Ergebnis der letzten veröffentlichten Volkszählung von 1993 betrug 502.

## Geographie
Badarri liegt in der Upper River Region (URR) Distrikt Fulladu East und liegt rund 0,6 Kilometer nördlich der South Bank Road, an der Straße die nach Kularr führt, entfernt.

## Kultur und Sehenswürdigkeiten
Nach einer Auflistung des National Centre for Arts and Culture war Badarri ein Standort eines Tatos.